# 颱風博羅依 (2019年)
颱風博羅依（英語：Typhoon Bualoi，國際編號：1921，聯合颱風警報中心：WP222019）是2019年太平洋颱風季第21個被命名的風暴。「博羅依」一名由泰國提供，是一種泰式椰奶。此名字第一次使用，取代被除名的威馬遜。

## 發展過程
10月17日中午12時30分，一個熱帶擾動在馬紹爾群島附近海域生成，美國海軍研究實驗室給予擾動編號97W。
10月18日中午12時，聯合颱風警報中心將其評級提升為「中」。下午2時，日本氣象廳將其升格為熱帶性低氣壓。下午9時30分，聯合颱風警報中心將其評級提升為「高」。，並在下午10時30分，聯合颱風警報中心對其發布熱帶氣旋形成警報。
10月19日凌晨4時，台灣中央氣象局將其升格為熱帶性低氣壓，給予編號27，並對其發布路徑預測。上午8時，日本氣象廳對其發布烈風警報。上午10時，聯合颱風警報中心將其升格為熱帶性低氣壓，給予熱帶氣旋編號22W。中午12時，聯合颱風警報中心率先將其升格為熱帶風暴。下午8時，日本氣象廳將其升格為熱帶風暴，給予國際編號1921，並命名為「博羅依」。同時台灣中央氣象局將其升格為輕度颱風。
10月20日上午9時，日本氣象廳將其升格為強烈熱帶風暴。下午4時，聯合颱風警報中心率先將其升格為颱風。下午5時，中國國家氣象中心將其升格為強烈熱帶風暴。下午8時，中國國家氣象中心將其升格為颱風。
10月21日凌晨2時，台灣中央氣象局將其升格為中度颱風。上午8時，香港天文台在天氣圖上標示為颱風，並在下午2時在天氣圖上標示其為強颱風。
10月22日上午10時，中國國家氣象中心將其升格為強颱風。下午2時，台灣中央氣象局和中國國家氣象中心分别將其升格為強烈颱風和超強颱風，香港天文台也同時將其升格為超強颱風。
10月23日上午8時，中國國家氣象中心將其降格為強颱風，同時台灣中央氣象局亦將其降格為中度颱風。下午8時，香港天文台將其降格為強颱風。
10月25日凌晨2時，香港天文台將其降格為颱風。下午4時，聯合颱風警報中心對其發布最後警告。下午8時，日本氣象廳表示博羅依轉化為溫帶氣旋。

### 事後調整
香港天文台在2020年7月8日公佈《2019年熱帶氣旋年刊》，把博羅伊的中心附近最高持續風速上調至每小時205公里。聯合颱風警報中心在2020年9月16日發布的最佳路徑中，把博羅依的巔峰風速上調至每小時260公里。

## 影響
受博羅依及位於日本以南的低氣壓的共同影響，為東日本帶來暴雨。10月25日，千葉縣市原市的12小時雨量達283.5毫米，超出該縣10月的總雨量。。關東地方多處出現水浸及山泥傾瀉，令該處的風災災情雪上加霜。千葉、福島兩縣共13人死亡。

## 外部連結
| 太平洋颱風季             |
| 主題頁 - 專題 - 編輯指南 |

- （日語）日本氣象廳首頁 （页面存档备份，存于）
- （英文）聯合颱風警報中心首頁 （页面存档备份，存于）
- （简体中文）中央氣象台首頁
- （繁體中文）中央氣象局首頁 （页面存档备份，存于）
- （繁體中文）香港天文台首頁 （页面存档备份，存于）
- （繁體中文）澳門地球物理暨氣象局首頁 （页面存档备份，存于）
- （英文）菲律賓大氣地球物理和天文管理局 惡劣天氣公告
- （泰文）泰國氣象局首頁 （页面存档备份，存于）